# Antonio Malerba
Antonio Malerba (Galliate, 25 maggio 1957) è un politico italiano.

## Biografia
Laureato in sociologia, già assessore e consigliere comunale per il PSI, è stato sindaco di Novara dal 1991 al 1993.
Si ricandida a sindaco alle elezioni comunali del 1993, sostenuto da una lista espressione del PSI e una civica, ottenendo il 18,1% dei voti, venendo eletto consigliere comunale di opposizione.
Ricandidato sindaco alle elezioni del 2001 per il centrosinistra, ottiene il 29.8% dei voti, venendo battuto al primo turno dal candidato del centrodestra.